# Wiener Zentralfriedhof
A Bécsi Központi Temető (németül Wiener Zentralfriedhof) Bécs közel 50 temetője közül a legnagyobb és a leghíresebb. Két frankfurti mérnök, Karl Jonas Mylius és Friedrich Bluntschli tervei szerint alakították ki, és 1874. november 1-jén nyílt meg. Itt található sok osztrák híresség, például Beethoven és Schubert sírja, de itt temették el Joe Zawinult, Falcót és a magyar Ligeti Györgyöt is, aki 1956-tól Ausztriában élt.

## Híres emberek sírjai

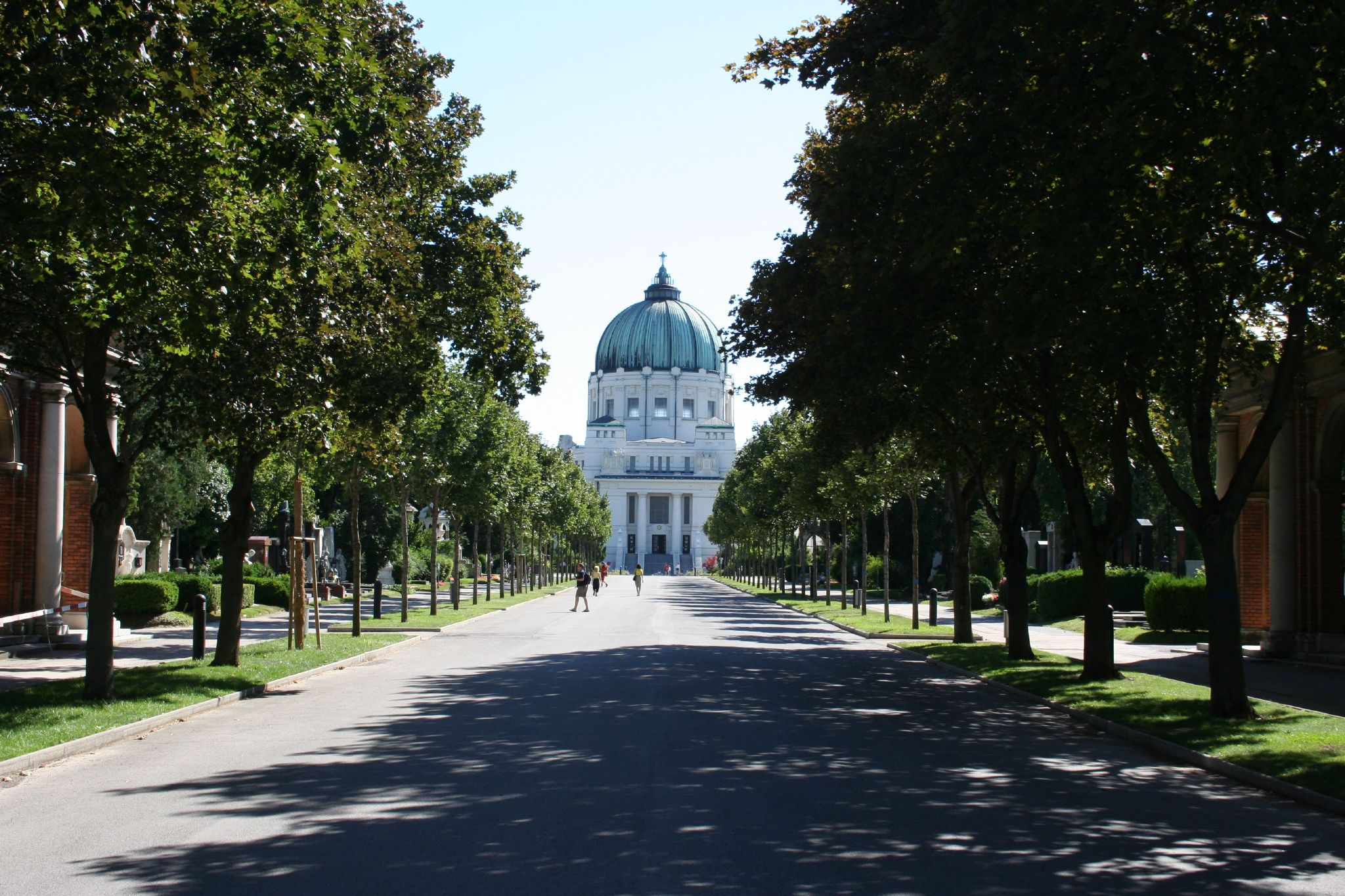
Borromei Szent Károly-templom

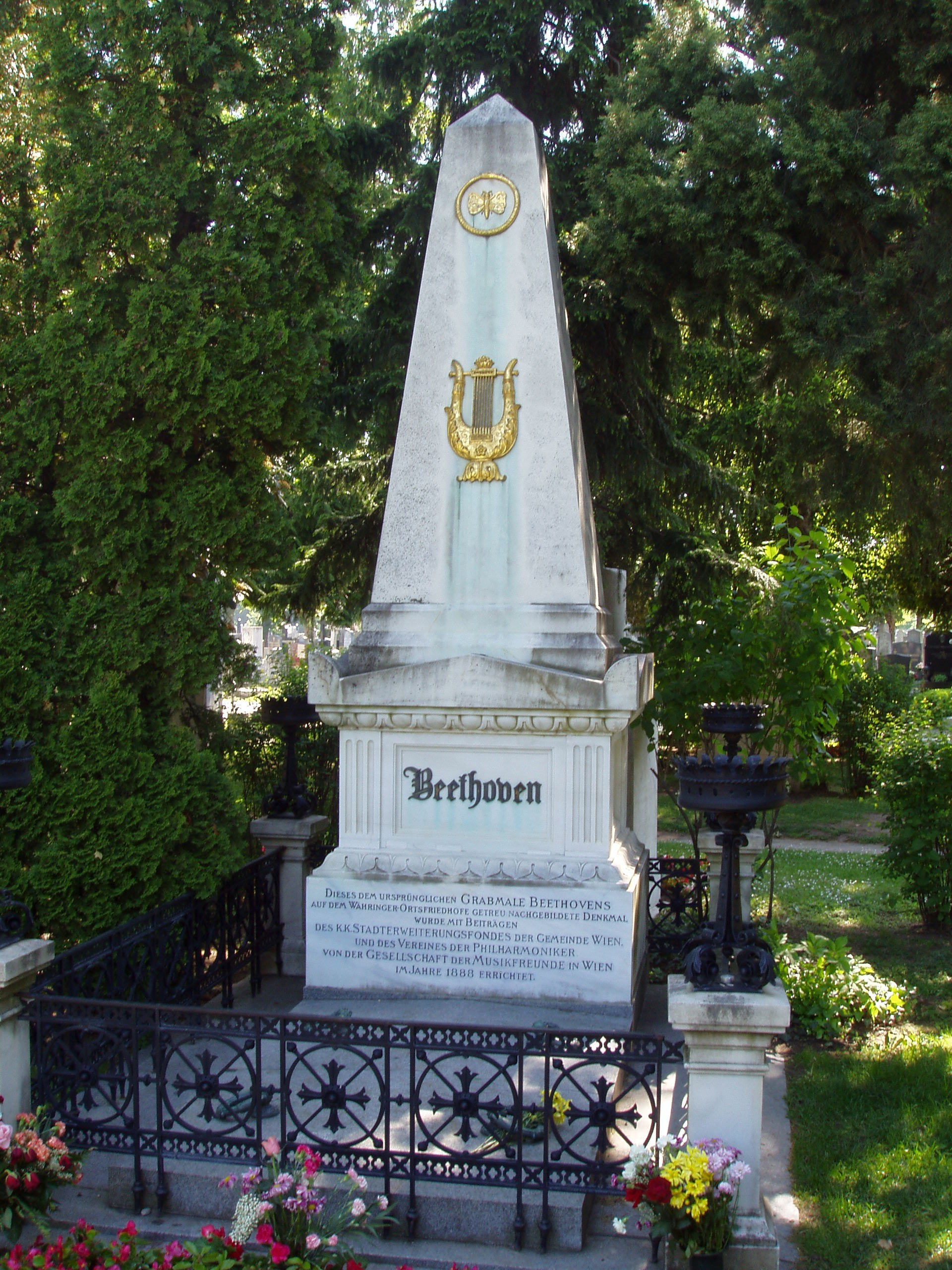
Ludwig van Beethoven
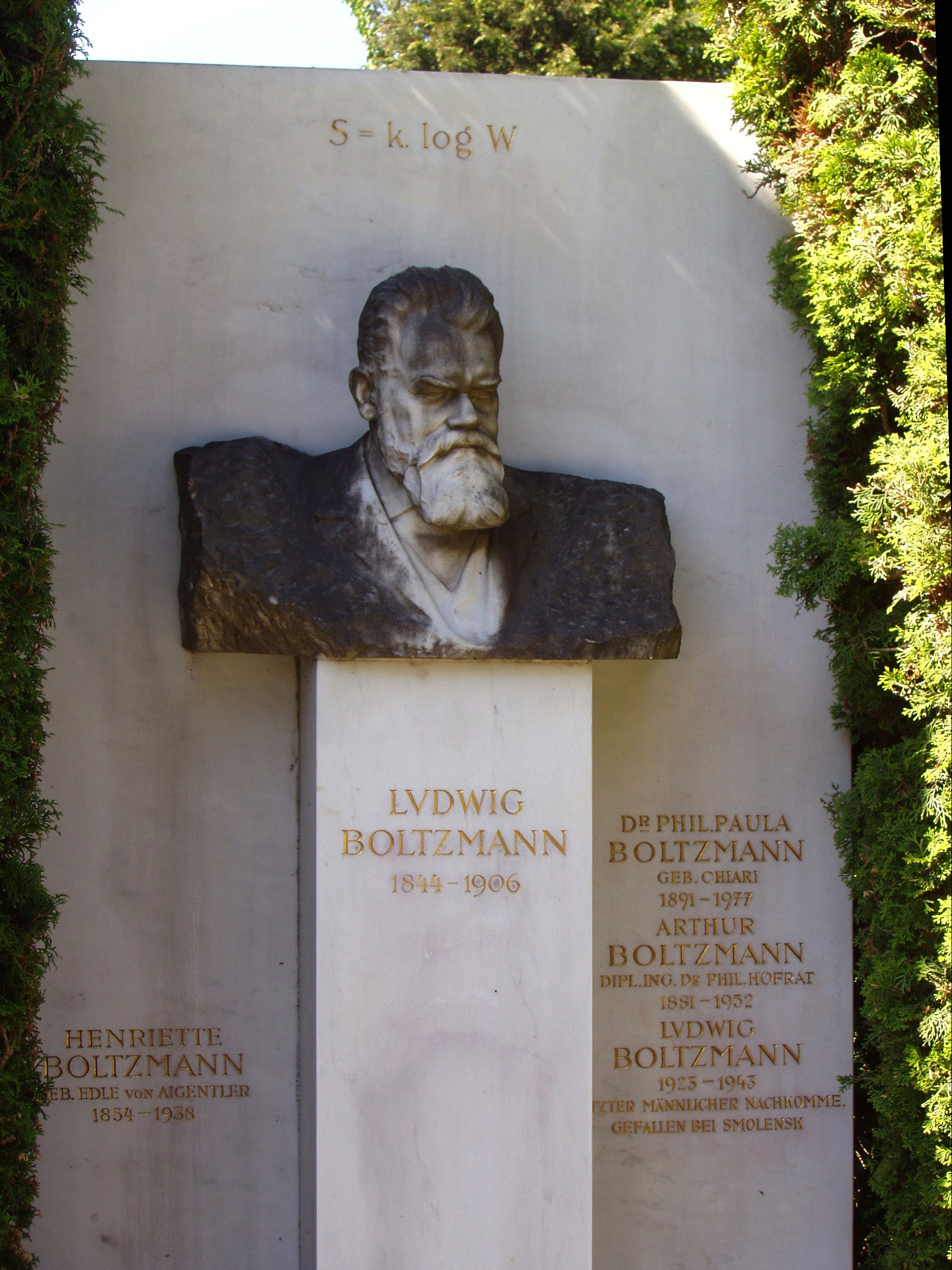
Ludwig Boltzmann
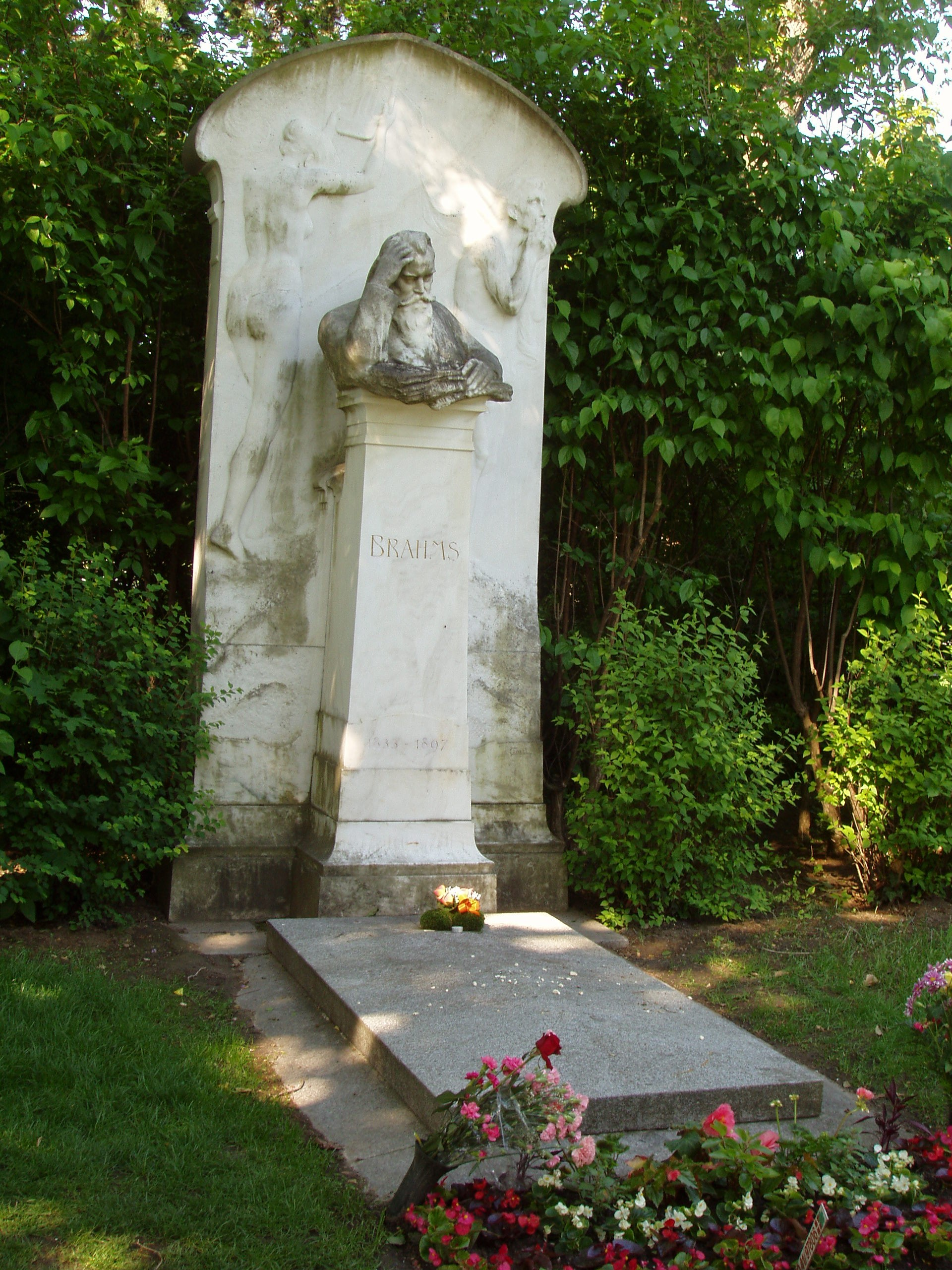
Johannes Brahms
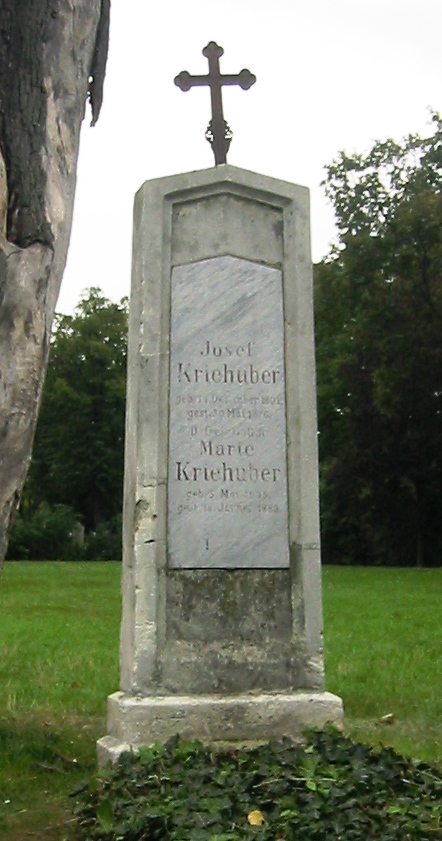
Josef Kriehuber
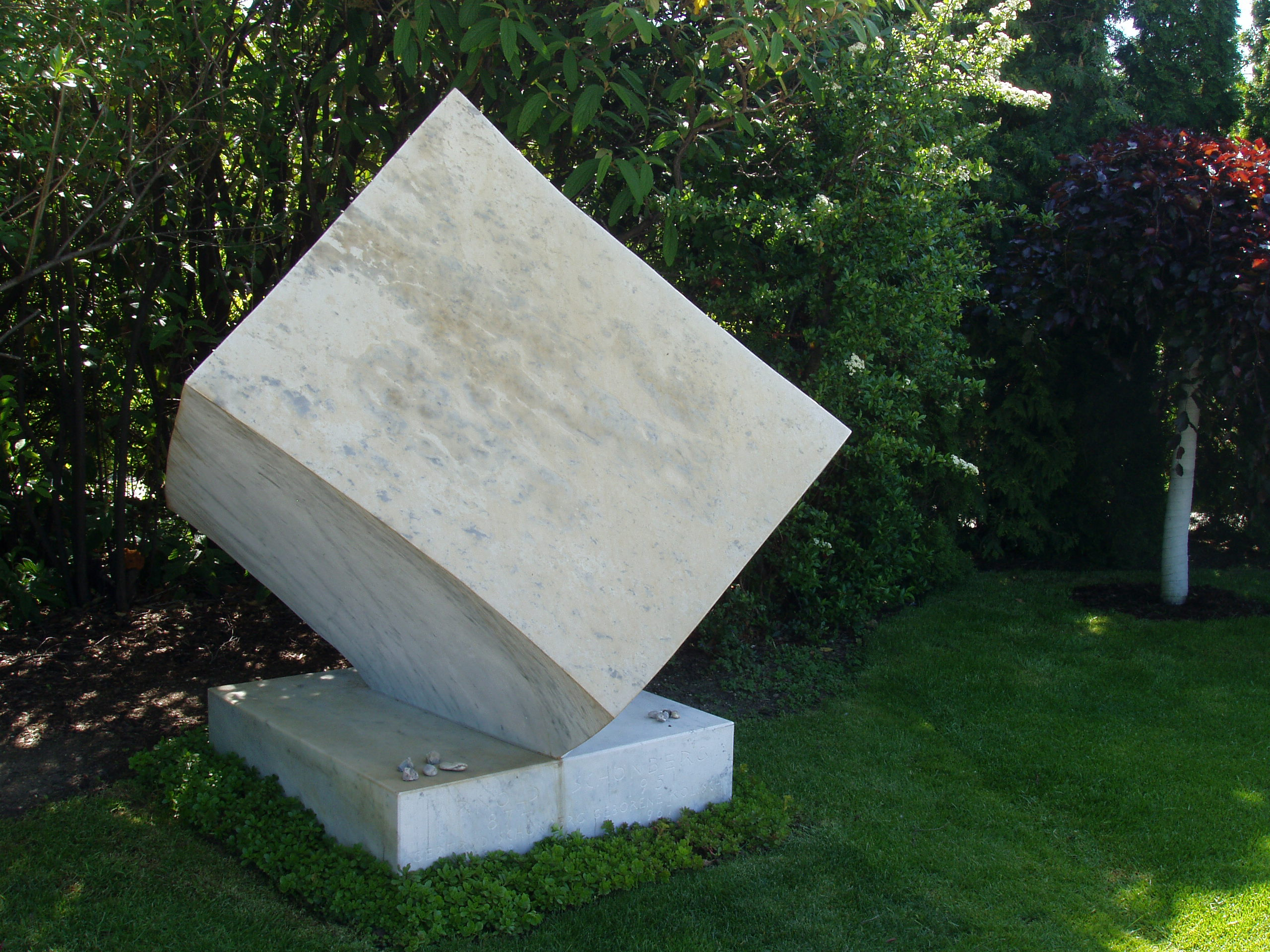
Arnold Schoenberg
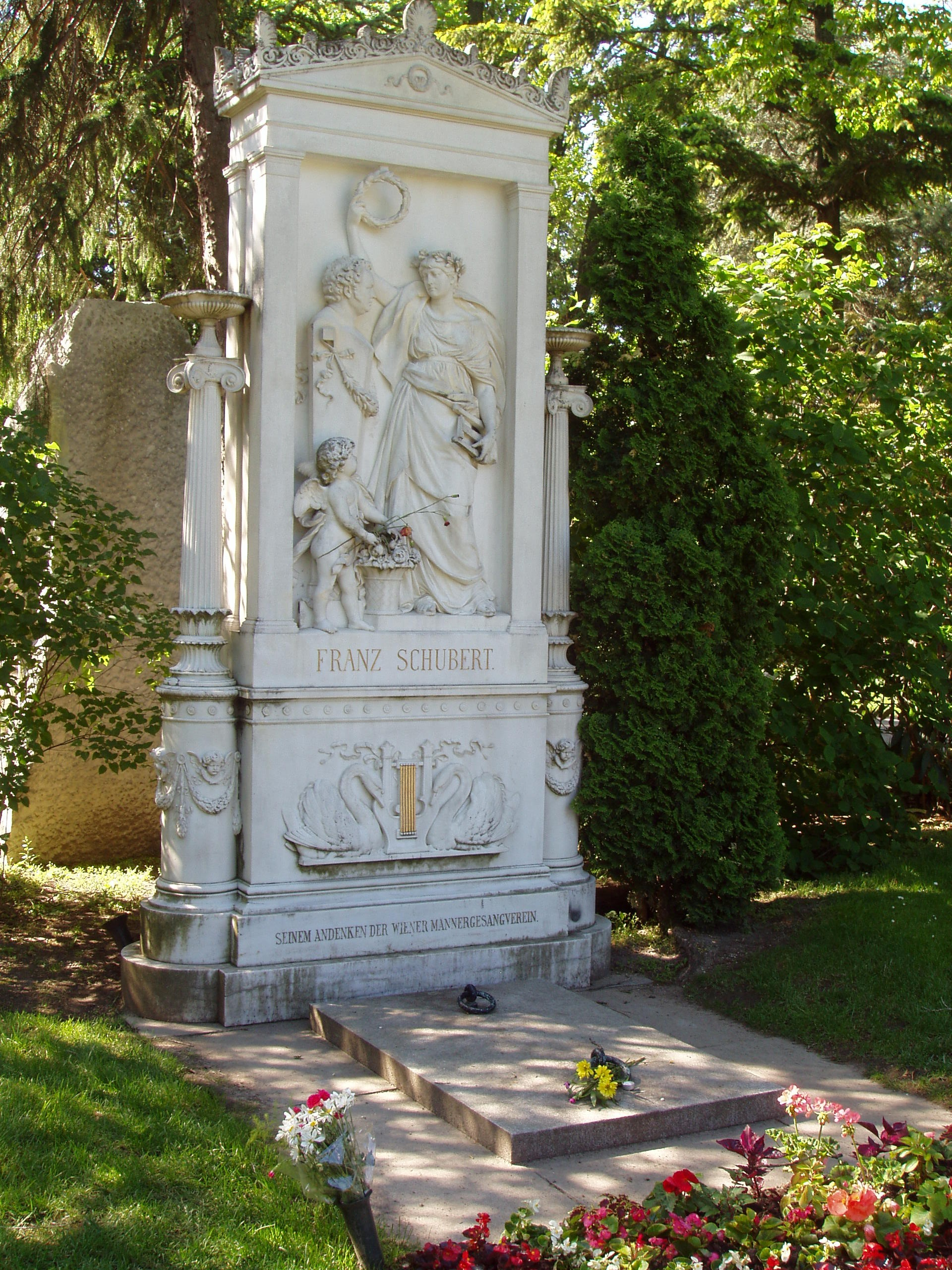
Franz Schubert
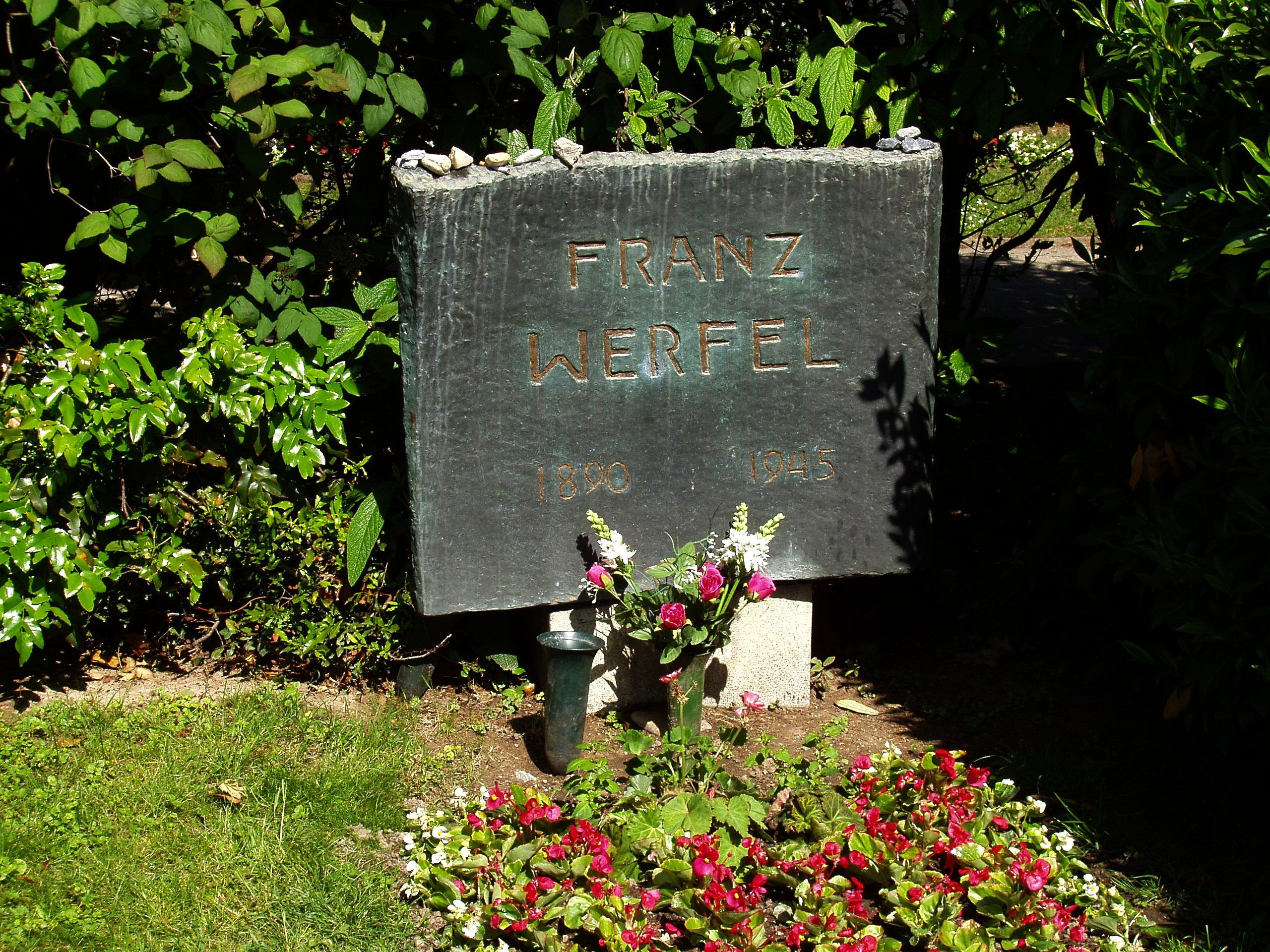
Franz Werfel
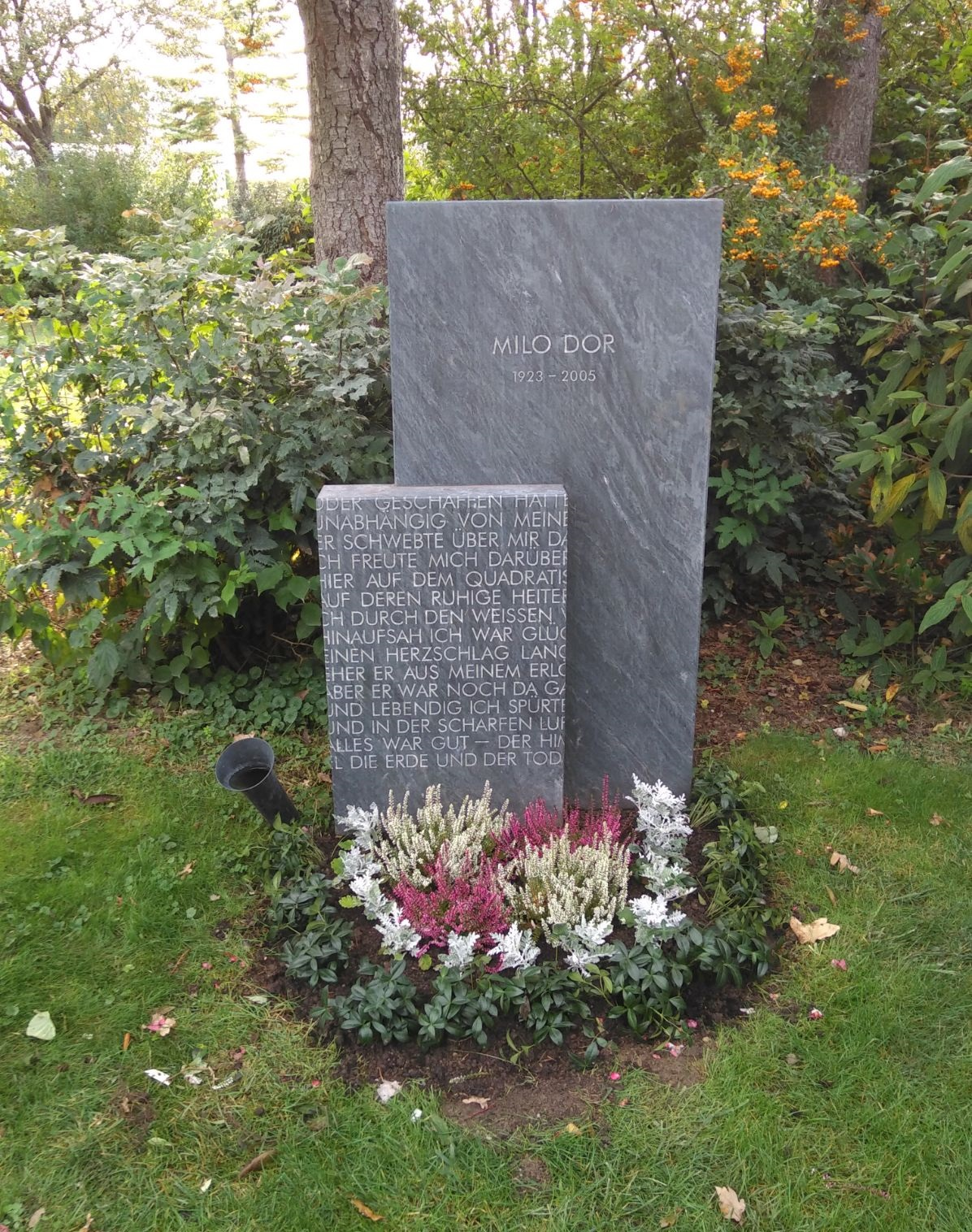
Milo Dor